# Salwa Salem
Salwa Salem (Kafr Zibàd, 1940 – Parma, 5 marzo 1992) è stata una scrittrice e attivista palestinese.

## Biografia

### La prima formazione
Nasce a Kafr Zibàd, un villaggio della Palestina a pochi chilometri da Yaffa, dove si trasferisce con la famiglia per qualche anno prima di dover abbandonare la propria casa a causa del conflitto arabo-israeliano del 1948 e doversi rifugiare nella città di Nablus in Cisgiordania. Qui trascorre parte della sua giovinezza, in un clima culturale molto vivo, partecipando alle frequenti riunioni tenute dal fratello, il maggiore dei tre maschi, arrestato più volte per il suo impegno politico in difesa dei diritti dei palestinesi. Viene da lui coinvolta e sostenuta in tutte le attività intellettuali, e la sua identità si forma sulle letture di Friedrich Nietzsche, Hegel, Kant e filosofi arabi, i classici americani, russi, francesi, la letteratura araba. Simone de Beauvoir la porterà ad approfondire all’università l’esistenzialismo. Attraverso la lettura si confronta con una molteplicità di modelli femminili della sua tradizione e di quella occidentale, dai quali sarà influenzata sviluppando una personalità determinata e una forte volontà di affermazione e di libertà.

### L'attività politica
Si ribella ai ruoli di genere restrittivi della sua cultura, rifiutando l’imposizione della famiglia all’uso del mandìl, il velo usato dalle donne, aprendo così la strada alle sorelle minori, che grazie a lei non lo indosseranno mai. A quindici anni entra a far parte del partito Ba’ath, un partito laico e socialista che credeva nell’unità economica del mondo arabo, iniziando a organizzare riunioni e scioperi studenteschi e per questo sarà espulsa per qualche settimana dalla scuola. Organizza una manifestazione contro il consolato britannico, duramente repressa dalla polizia e nel corso della quale una compagna perderà la vita e lei stessa sarà ferita a una gamba.

### La vita all'estero

Salwa Salem in Kuwàit, 1966

#### In Kuwait
Finita la maturità, entra in un college femminile di Ramallàh, poi decide di raggiungere il fratello in Kuwait dove si trasferisce a vivere dal 1959 al 1966, insegnando letteratura in una scuola femminile, mentre studia filosofia all’Università di Damasco. 

#### In Austria
Nel 1966 si sposa e va a vivere a Vienna dove impara il tedesco e concludere il corso di laurea, tornando a Damasco per dare gli esami. La condizione di ostilità degli austriaci e di esilio imposto dalla vittoria israeliana, la porteranno nel 1970 a trasferirsi in Italia con la famiglia. 

#### In Italia
A Parma, ritrova lo slancio giovanile e torna alla politica attiva. Riprende a frequentare i convegni, i dibattiti, le riunioni di gruppi pacifisti e attraverso la frequentazione di femministe italiane, riesce a riappropriarsi di spazi di realizzazione. Entra in contatto con diversi gruppi come la Casa delle donne di Torino, il Centro di documentazione delle donne di Bologna e l’Associazione per la pace, con i quali crea un rapporto di solidarietà e di impegno. Il suo contributo è mirato soprattutto a far conoscere la situazione palestinese e impegnarsi nella solidarietà con l’intifada. Salwa partecipa agli incontri con la passione di una donna fortemente attaccata alle proprie radici, ma con grande capacità di dialogo e ascolto, e con la disponibilità a incrociare e modificare convinzioni e idee differenti, segno di una personalità aperta e forte allo stesso tempo. Questo periodo di attività politica in Italia fu uno dei più importanti della sua vita, in una atmosfera di continuo confronto politico e costruttivo durante il quale coltivò profonde amicizie. L’esperienza di vita di Salwa, considerata a pieno titolo modello paradigmatico della condizione del popolo palestinese in esilio, si trasforma in una testimonianza scritta nel libro di memorie Con il vento nei capelli, pubblicato dopo la sua morte e tradotto in molte lingue, frutto dell’impegno di diverse donne con le quali Salwa aveva collaborato, tra le quali la figlia Ruba.

## Scritti
Con il vento nei capelli, Vita di una donna palestinese, Firenze, Giunti editore, 1993